# شاباش
شاباش به نقل، سکه‌های بی‌ارزش، پول، سکه نقره، سکه طلا و حتی جواهری گفته می‌شود که به رقاص داده یا بر سر عروس و داماد می‌ریختند. در گذشته به آن آقچه (کلمه مغولی به معنی زر یا سیم مسکوک) می‌گفتند. از سعدی شیرازی آمده‌است:
| مزدگانی که گل از غنچه برون می‌آید |  | صد هزار آقچه ریزند عروسان بهار |

در رسوم قدیم تهران، شاباش روز عقدکنان، «حق خانواده عروس» و شاباش شب عروسی «حق خانواده داماد» بود  به طور خلاصه صاحب مجلس یا برگزار کننده مجلس اقدام به جمع کردن شاباش کرده و در انتهای عروسی داخل ماشین عروس میگذارند گاه که مطرب و رقاص به بزمی دعوت می‌شدند، آنقدر در گرفتن شاباش ابرام و اصرار می‌کردند که کار به رسوایی می‌کشید. از این روی بعضی کسان، هنگام آوردن مطرب، حق گرفتن شاباش را از آنان سلب می‌کردند.